# Guélor Kanga
Guélor Kanga (francès: Kanga Kaku Guélor)  (Oyem, 1 de setembre de 1990) és un futbolista del Gabon de la dècada de 2010.
Fou internacional amb la selecció de futbol del Gabon.
Pel que fa a clubs, destacà a l'FC Rostov, Estrella Roja de Belgrad i AC Sparta Praga.